# 以色列國家海洋博物館

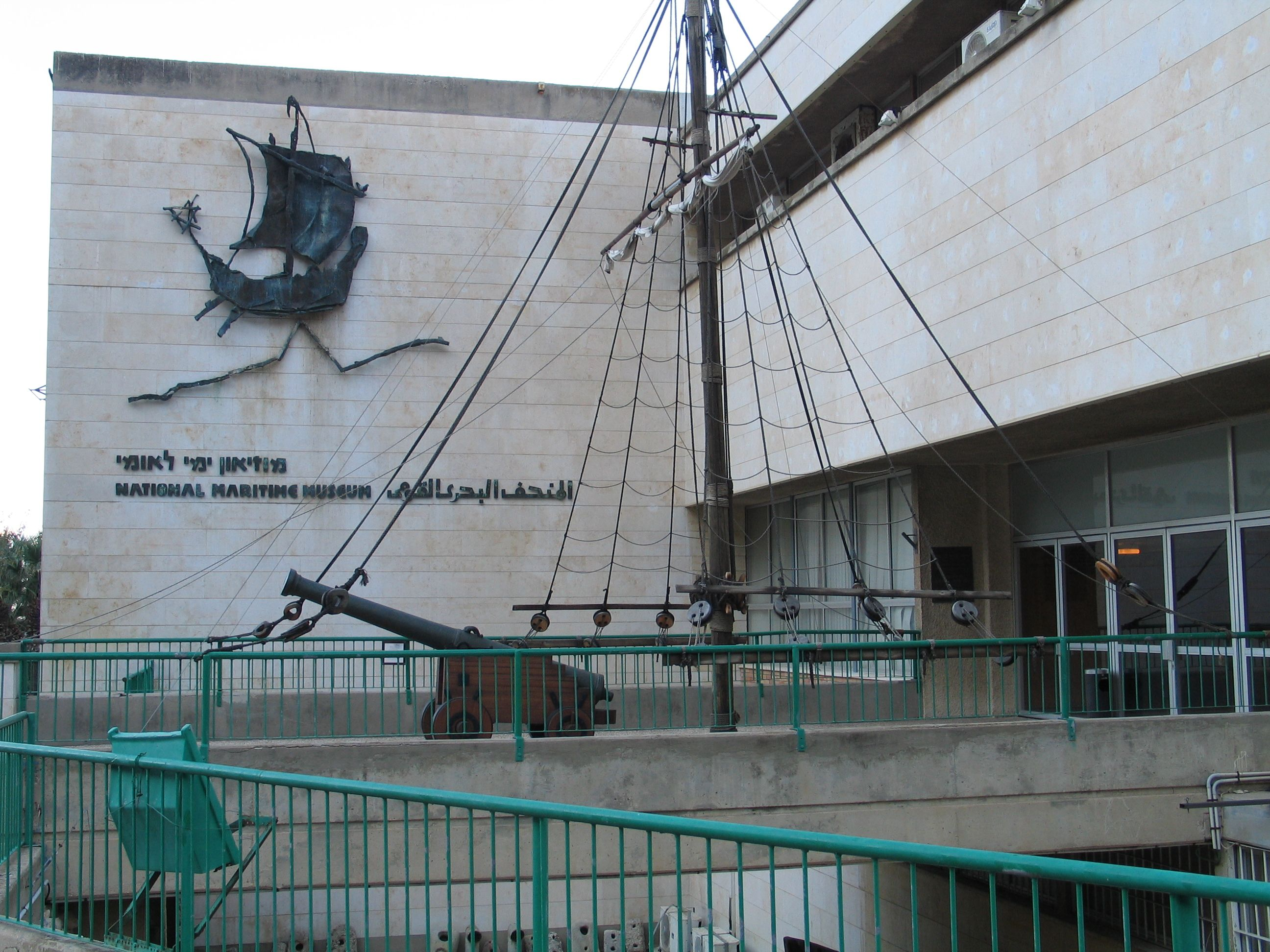
以色列國家海洋博物館

以色列國家海洋博物館（希伯來語：‎，HaMuze'on HaYami HaLe'umi）是位於以色列海法的一座海洋和考古學博物館。博物館成立於1953年，最初的展品來自其創辦者Aryeh Ben-Eli的私人收藏。1972年，博物館搬遷到現址。

## 外部連結
- The National Maritime Museum（页面存档备份，存于）

32°49′44.2″N 34°58′20.29″E / 32.828944°N 34.9723028°E